# 扇千景
扇千景（日语：／ Ōgi Chikage，1933年5月10日—2023年3月9日），本名林宽子（舊姓木村），為日本演員、政治家，曾任參議員、國土交通大臣等職，也是日本參議院首位女性議長。

## 經歷
从政前原本是寶塚歌劇團出身的女演員，後來在日本电视台擔任過節目主持人，其夫是歌舞伎演員四代目坂田藤十郎。
她於1977年起開始從政，同年首次參選參議員並成功當選。
原为自民党成员，1993年退黨，加入新進黨。1998年加入自由党。2000年4月自由党退出联合政府后，她與支持继续与日本自民党继续联合执政的议员另组保守新党，扇千景出任党首。2003年的众议院改选中保守新党大败，扇千景等保守党议员在自民党的邀请下重新加入自民党。次年出任日本参议院议长，成為首位女性参议院议长。

## 荣誉
扇千景是最早獲頒旭日大綬章的女性之一，也是首位獲得桐花大綬章的女性，她是目前日本女性得到最高等級勳章者。

### 日本勋章奖章
- 旭日大绶章（2003年）
- 桐花大绶章（2010年）

### 外国勋章奖章
- 修交勋章光化章（韩国，2005年6月1日批准[1]，2005年10月6日于东京颁发[2]）
- 特种大绶景星勋章（中华民国，2008年）